# 제8회 제천국제음악영화제
제8회 제천국제음악영화제는 2012년 8월 9일에 열린 시상식이다.

## 수상 및 후보

### 대상
- 파라디소 콘서트홀의 추억 - 예론 베르크펜스 수상

### 심사위원 특별상
- 트로피칼리아 - 마르첼로 마카도 수상

### 심사위원 특별언급
- 라스트 엘비스 - 아르만도 보 수상

### 제천영화음악상
- 조성우 수상

### 세계 음악영화의 흐름
- 제이니 존스 - 데이비드 M.로젠탈
- 제이슨 벡커: 낫 데드 예트 - 제시 바일
- 마리아치 그링고 - 톰 구스타프슨
- 파라디소 콘서트홀의 추억 - 예론 베르크펜스
- 포스터 보이 - 마르쿠스 임보덴
- 라스트 엘비스 - 아르만도 보
- 트로피칼리아 - 마르첼로 마카도
- 한국 클래식의 수수께끼 - 티에리 로로 외 1명

### 시네마 콘서트
- 카메라맨 - 에드워드 세드윅 외 1명
- 항해자 - 버스터 키튼 외 1명

### 제천 영화 음악상 특별전
- 봄날은 간다 - 허진호
- 선물 - 오기환
- 여고괴담 2 - 김태용

### 시네 심포니: 장편
- 펑크는 죽지 않아 - 블라디미르 블라즈브스키
- 브룩클린 브라더스 - 라이언 오넌
- 코르넬리스 - 아미르 참딘
- 퍼스트 온 더 리스트 - 론 존슨
- 우드스탁 가는 길 - 리처드 로이
- 펑키타운 - 다니엘 로비
- 헝키 도리 - 마크 에반스
- 시니어 재즈 밴드 - 미야타케 유이
- 스텝업4 : 레볼루션 - 스콧 스피어
- 더 위너 - 비에슬라프 사니에프스키
- 킬링 보노 - 닉 햄
- 싱어, 더 문 - 반디드 통디

### 시네 심포니: 단편
- 바스타곤과 무지개 공주 - 마크 슐레겔
- 칼리지안즈 - 트럼펫의 전설, 어스킨 호킨스 - 브라이언 르와이스
- 마지막 오디션 - 우도 프린센
- 내 남자친구는 대머리 - 마리아 복
- 크로스 로드 - 스콧 보노 외 3명
- 듀엣 - 사이토 토시미치
- 뮤지컬 근친상간 - 그랜트 리드
- 사랑의 밴드 결성기 - 나오미 라이트
- 맨해튼 멜로디 - 사샤 고든
- 마리 페파 - 사무엘 키쉬
- 축음기의 피아노 연주 - 조나단 닉스
- 피아노 조율사 - 올리비에 트레네
- 스트롱거 - 위고 베나모직 외 1명
- 서든 데쓰 - 애덤 홀
- TMZ - 빌 플림튼
- 파올로 이야기 - 니콜라 리구오리

### 뮤직 인 사이트: 장편
- 마마 아프리카 - 미카 카우리스마키
- 모렌테 - 에밀리오 루이즈 바라치나
- 퀸 - 우리의 나날들 - 매트 오케이시
- 레이 찰스, 아메리카 - 알렉시스 스프라익
- 제너레이션 뮤직 프로젝트 - 아미르 바-레브
- 캔 유 필 잇 - 찰리 프리드릭스
- 세르쥬 갱스부르의 자화상 - 피에르-엉리 살파티
- 라스트 데이즈 히어 - 돈 아고트
- 트루바두르 - 모건 네빌
- LP 매니아 - 파올로 캄파나
- 대만 가요의 아버지, 홍이펑 - 홍롱량
- U2 - 프럼 더 스카이 다운 - 데이비스 구겐하임

### 뮤직 인 사이트: 중편
- 올 더 씽스 유 아 - 사무엘 티보
- 미키스 테오도라키스 - 아스테리스 쿠툴라스 외 1명
- 탱고 유어 라이프 - 박찬경
- 디노 살루찌 - 노르베르트 비드머

### 뮤직 인 사이트: 단편
- 기타의 장인, 랜디 파슨스 - 데이비드 알드리치
- 테이크 어웨이 쇼 #105 - 멈포드 앤 선즈 - 빈센트 문
- 휴 마세켈라와 그의 아들 - 제이슨 버그
- 기타리스트 넬스 클라인 - 스티븐 오카자키
- 빌로우 뉴욕 - 매트 핀린
- 클로드 볼링 - 줄리아노 세베리니 외 1명
- 우리가 달에서 춤췄던 그날 - 트리스탄 다우스
- 구차 - 트럼펫 페스티벌 - 올리비에 쿠스티옹

### 한국 음악영화의 오늘: 장편
- 걸음의 이유 - 김철민
- 귀여워도 못말려 - 권용석
- 반드시 크게 들을 것 2 : WILD DAYS - 백승화
- 앙상블 - 이종필
- 엘 꼰도르 빠사 - 송재용
- 천국의 아이들 - 박흥식
- 투 올드 힙합 키드 - 정대건
- 복숭아 나무 - 구혜선

### 한국 음악영화의 오늘: 중편
- 우리가 원하는 것 - 어속타파 외 1명
- 지각생들 - 백승화
- 튜닝 - 강경태
- 한국번안가요사 - 김대현

### 한국 음악영화의 오늘: 단편
- 33리 - 조승연
- 기억의 조각들 - 구혜선
- 기타와 나 - 조수진
- 에튀드, 솔로 - 유대얼
- 잃어버린 향기 D단조 - 이진수
- 재난영화 - 남달현

### 패밀리 페스트: 장편
- 비보이 배틀 아메리카 - 크리스 스톡스
- 로커 마리 - 차바 카타스
- 더 사운드 오브 뭄바이: 어 뮤지컬 - 사라 맥카시

### 패밀리 페스트: 단편
- 핌과 폼의 모험 - 댄스 파티 - 죠이아 스미드
- 화장품 댄스 파티 - 줄리아 버크
- 엄마들의 힙합 대결 - 미나 슘
- 꼬마 우편 배달부 - 도로타 코비엘라
- 매직 피아노 - 마틴 클랩
- 오렌지의 꿈 - 존 바나나
- 아빠의 탱고 - 미힐 판 야스벨트

### 주제와 변주: 장편
- 야샤 하이페츠 - 신의 바이올린 - 피터 로젠
- 랑랑의 예술 - 토머스 그루베
- 파블로 카잘스의 초상 - 알랭 조미

### 주제와 변주: 중편
- 유시 뵤를링 - 토브욘 린드크비스트
- 캐슬린 페리어의 삶과 예술 - 디안 페레스테인
- 머레이 페라이어 - 피안의 음악 - 클라우스 비쉬만 외 1명
- 안너 빌스마: 보케리니의 비밀 - 카린 빌스마